# Doțenkivka (Sula), Sumî
Doțenkivka (în ucraineană Доценківка) este un sat în comuna Sula din raionul Sumî, regiunea Sumî, Ucraina.

## Demografie
Componența lingvistică a localității Doțenkivka
     Ucraineană (100%)
Conform recensământului din 2001, toată populația localității Doțenkivka era vorbitoare de ucraineană (100%).